# Liste des attractions touristiques de Taipei
Voici la liste des attractions touristiques de Taipei, la capitale de Taïwan, que vous pouvez visiter. 

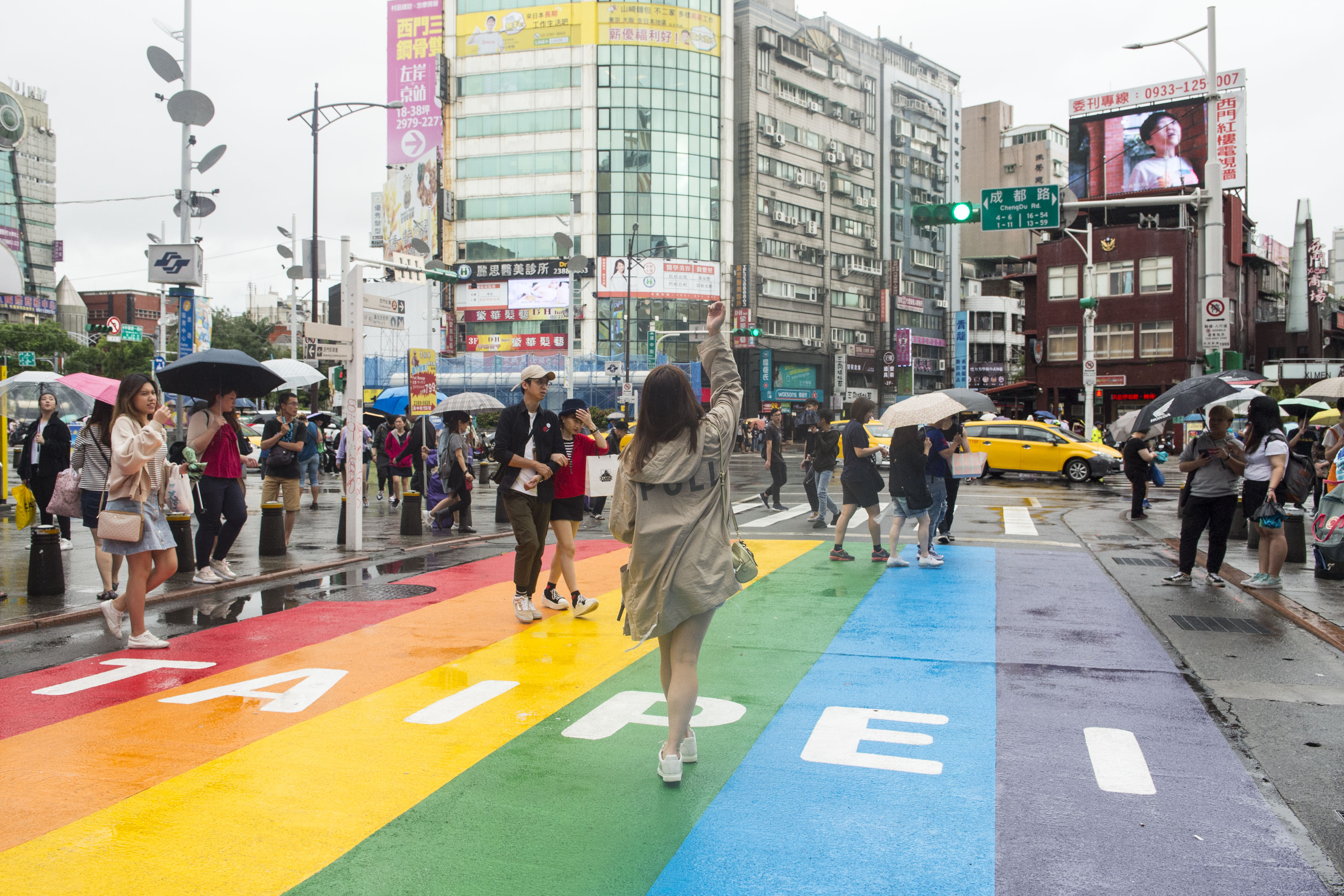
Ximending

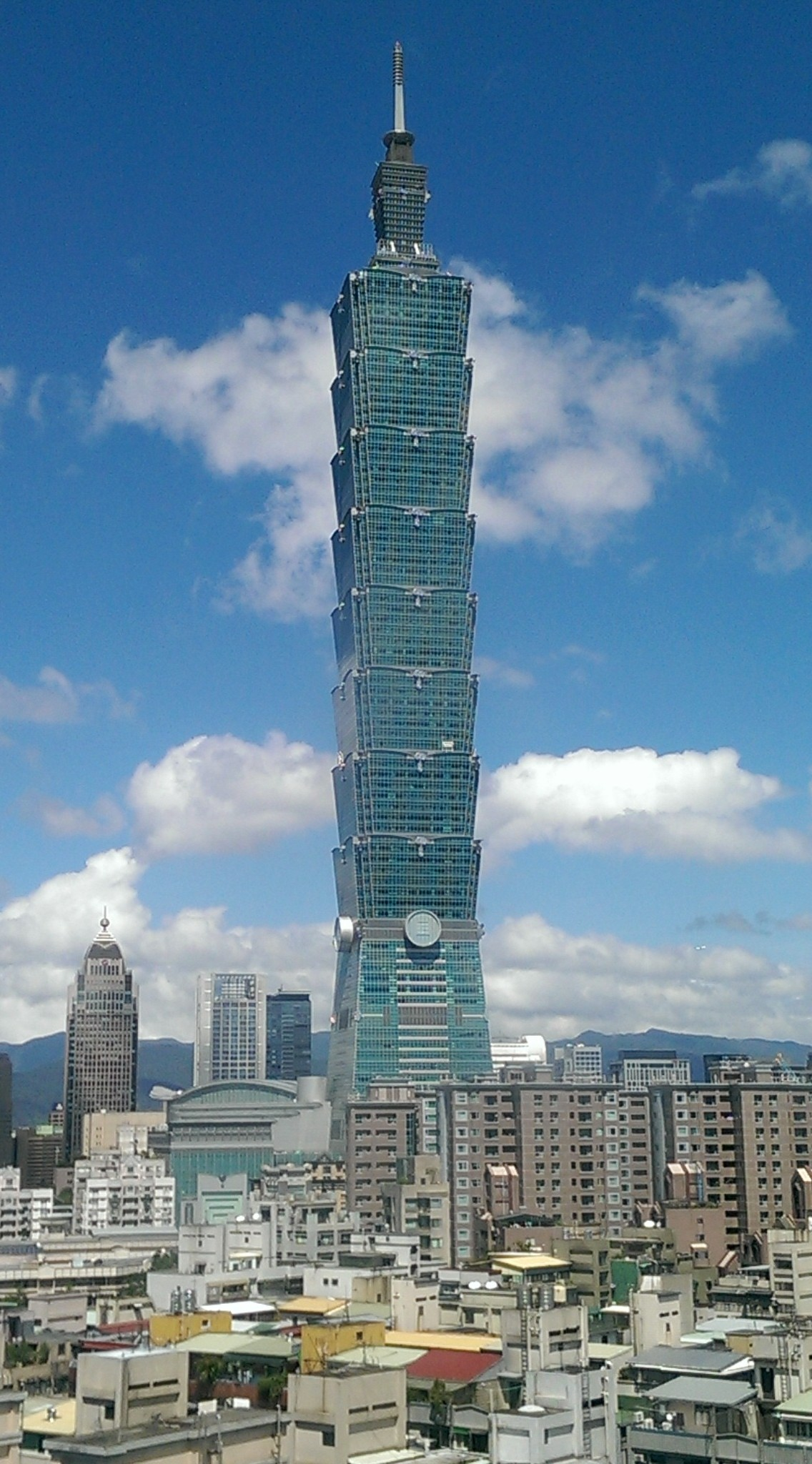
La tour Taipei 101, édifiée au cours de la période démocratique de Taïwan, a été le premier gratte-ciel à franchir les 500 mètres.

## Bâtiments remarquables d'avant 1945
- Temple Dalongdong Baoan (Datong)

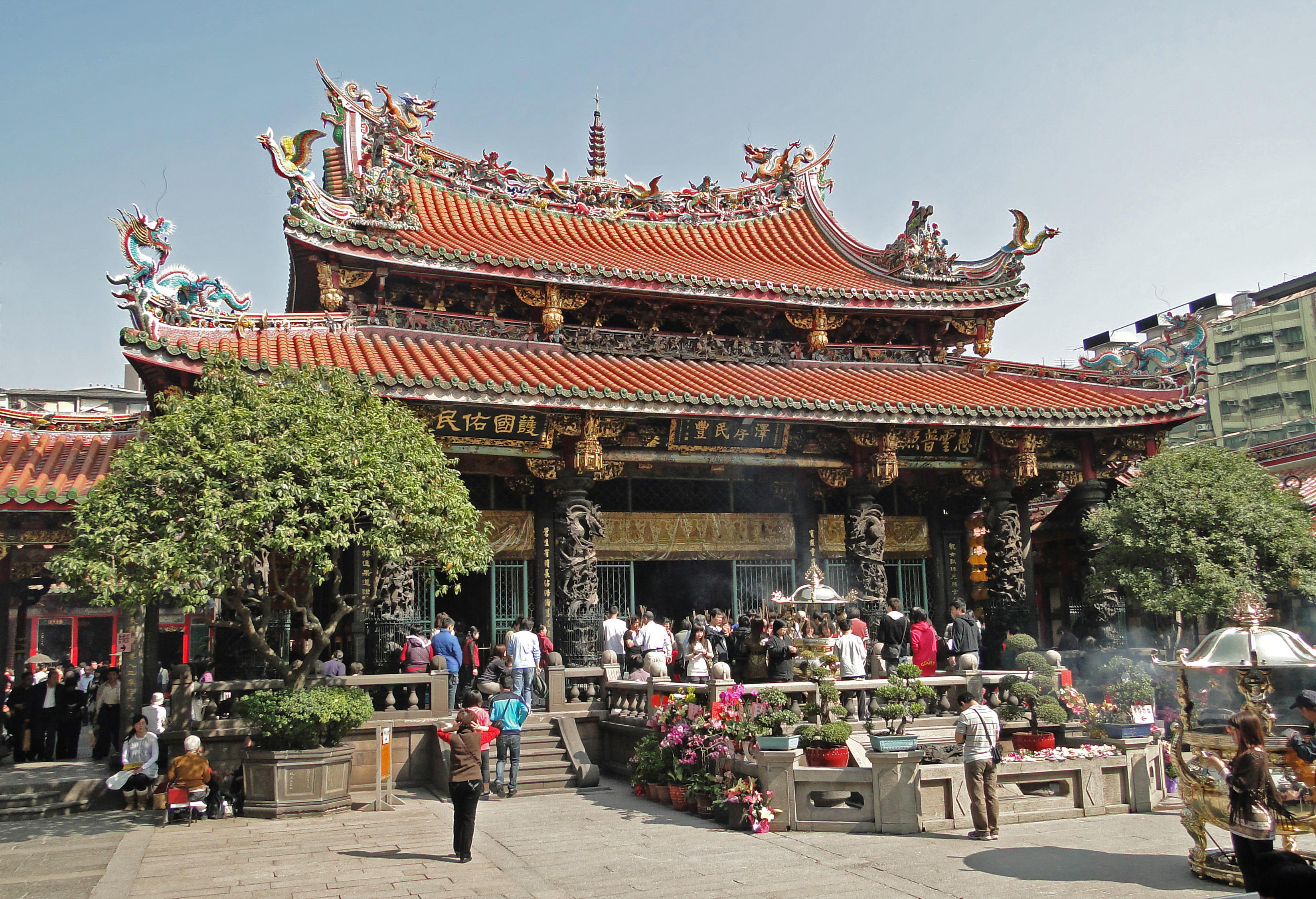
Le Temple Longshan a été construit en 1738.

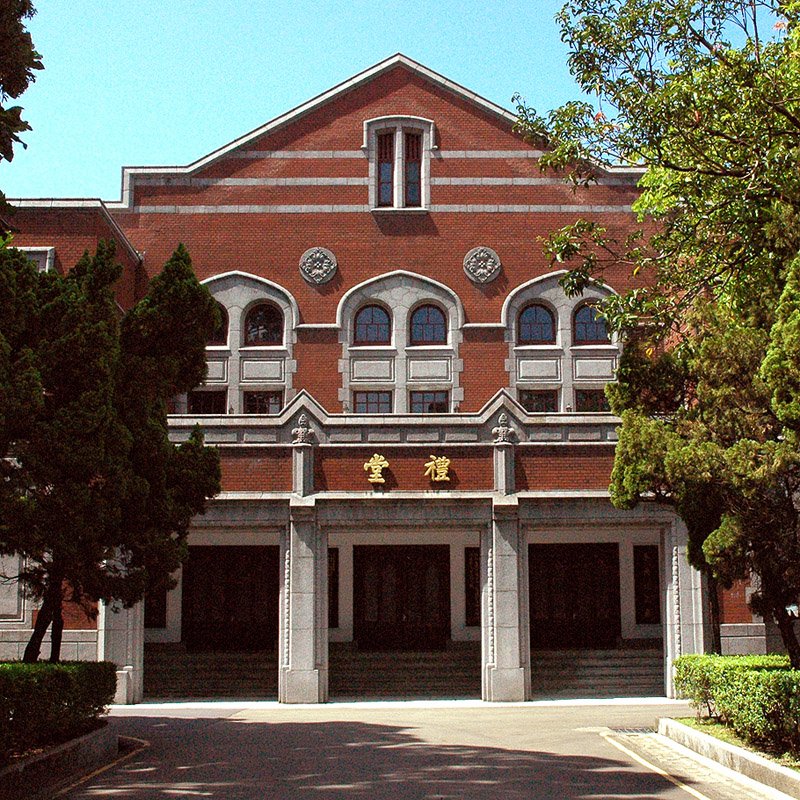
Salle de lecture à l'Université normale de Taïwan. Un certain nombre de bâtiments de campus de la capitale datent de la période de domination japonaise de Taïwan.

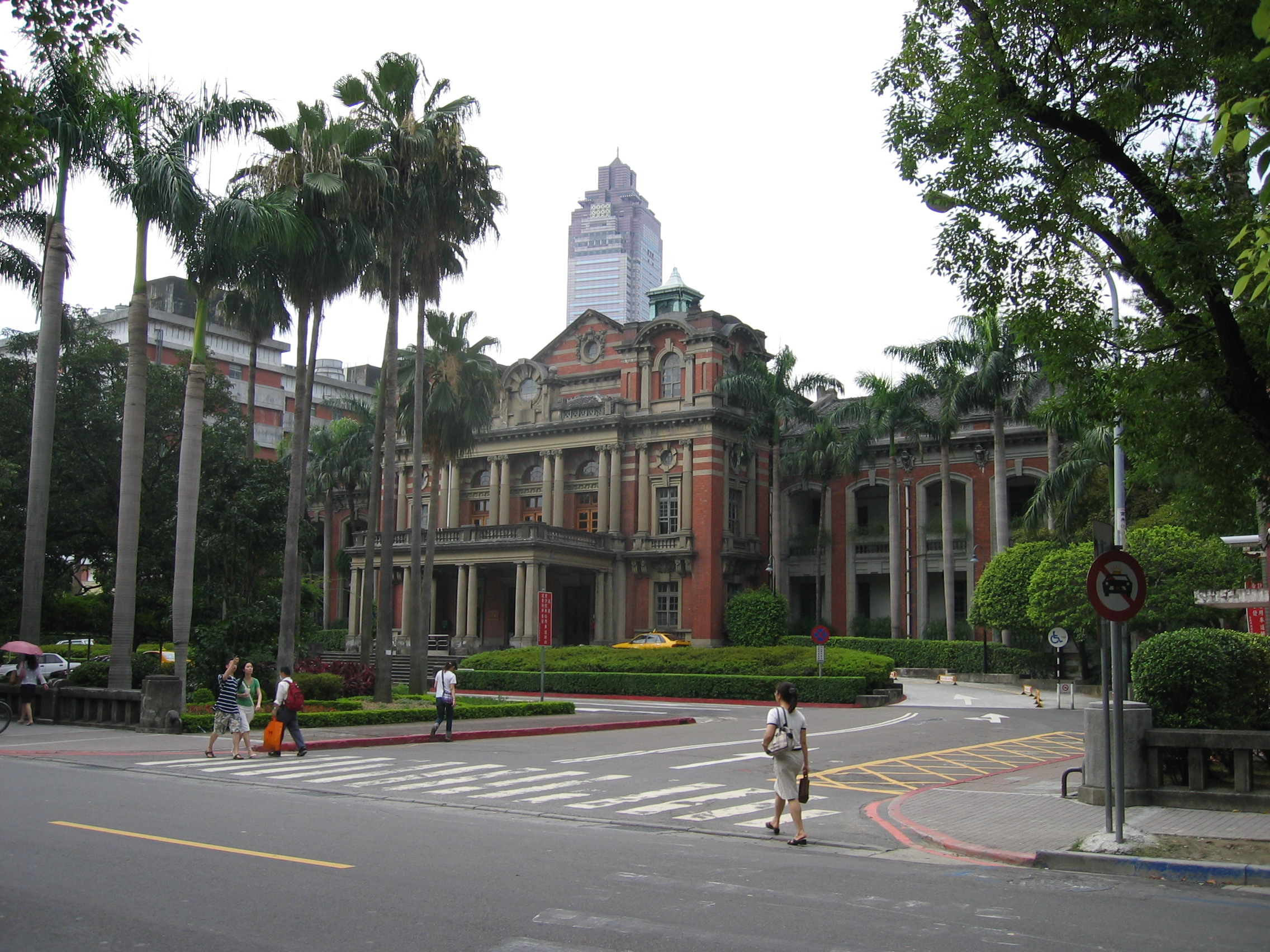
Bâtiment original de l'Hôpital universitaire de Taïwan

- Musée et maison historique Lin An Tai (Zhongshan)
- Temple Longshan (Wanhua)
- Université normale de Taïwan : salle de conférences et de concerts (Daan/Guting)
- Université nationale de Taïwan : Bibliothèque (Gongguan)
- Université nationale de Taiwan : Hôpital Original (Zhongzheng)
- Porte nord (Zhongzheng)
- Palais présidentiel de Taipei (Zhongzheng)
- Temple Confucius de Taipei (Datong)
- Temple du dieu de Xiahai (Datong)
- Ximen Redhouse (Wanhua)
- Temple Xingtian (Zhongshan)
- Bâtiments historiques de Yangmingshan
- Temple Zhinan (Wenshan)

## Bâtiments remarquables depuis 1945
- Taipei 101 (Xinyi)

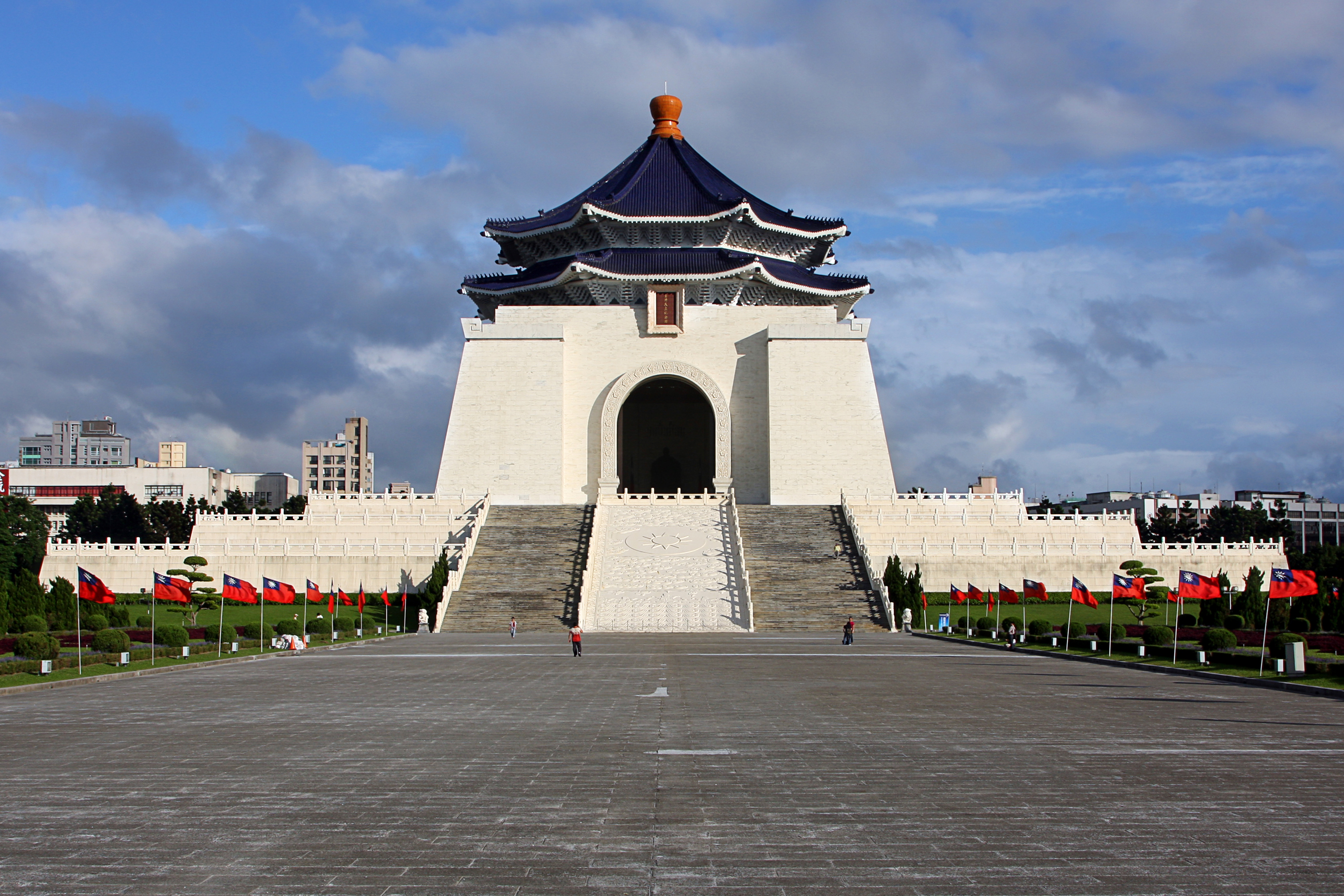
Le Mémorial de Tchang Kaï-chek

- Mémorial de Tchang Kaï-chek et Place de la Liberté (Zhongzheng)
- Ancien consulat américain à Taipei (Zhongshan)
- Théâtre d'avant-garde de la rue Guling (Zhongzheng)
- Sanctuaire national des martyrs de la révolution (Zhongshan)
- Théâtre national et salle de concert de Taipei sur la place de la Liberté (Zhongzheng)
- Shin Kong Life Tower (Zhongzheng)
- Mémorial Sun Yat-sen (Xinyi)

## Musées
- Musée d'art Aurora (Songshan)

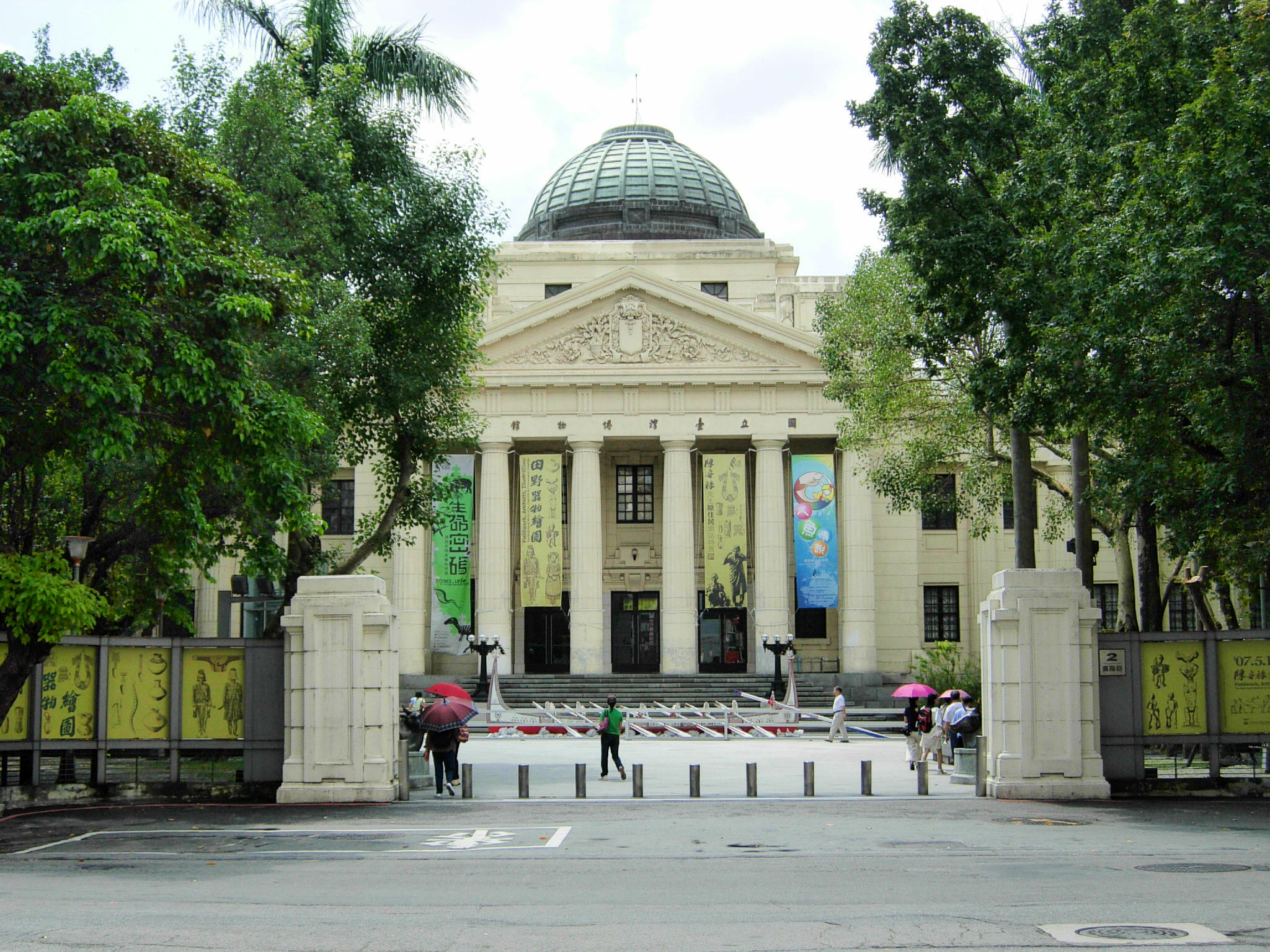
Musée national de Taïwan

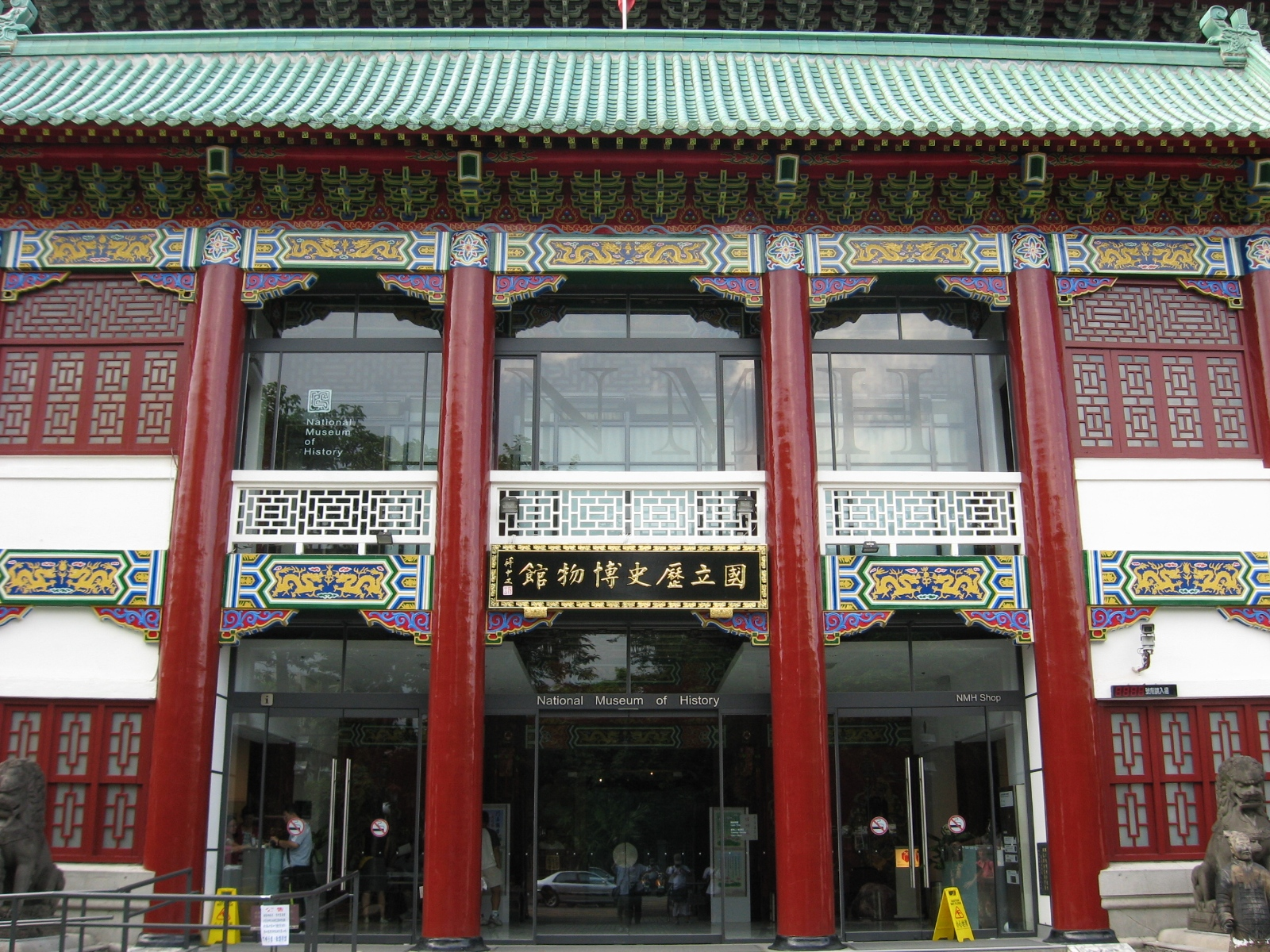
Musée national d'histoire

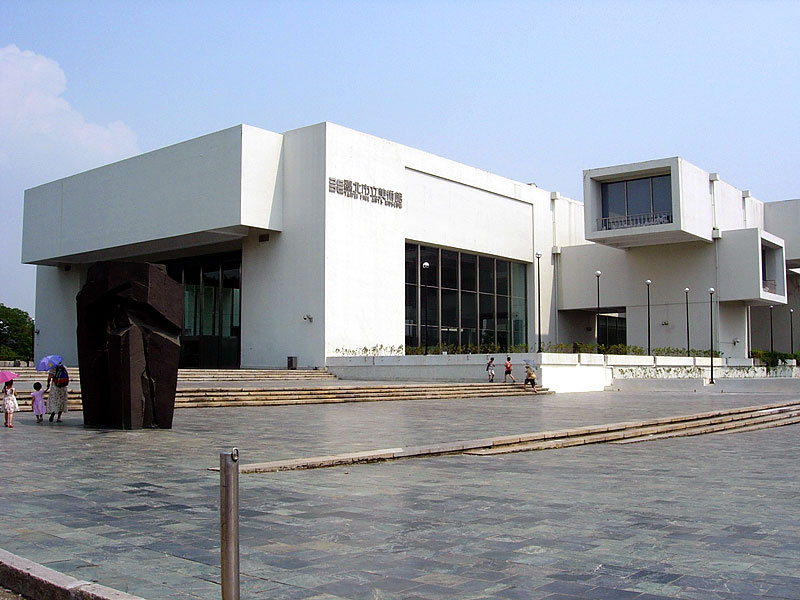
Musée des Beaux-Arts de Taipei

- Musée des sources chaudes de Beitou (en) (Beitou)
- Musée de la fondation Chang (Zhongzheng)
- Musée des insectes du lycée Cheng Kung (Zhongzheng)
- Musée de la Liberté Cheng Nan-jung (Songshan)
- Musée des arts pour enfants de Taipei (Shilin)
- Musée des transports pour enfants (Zhongzheng)
- Musée de la céramique de Chine (Beitou)
- Musée des douanes (Datong)
- Musée du théâtre de marionnettes de Dadaocheng (Datong)
- Musée de la Sécurité incendie des pompiers de Taipei (Neihu)
- Galerie d'art Fo Guang Yuan (Songshan)
- Hall d'exposition forestière (Zhongzheng)
- Musée Hong-gah (Beitou)
- Musée Hwa Kang (Shilin)
- Centre culturel Ketagalan (Beitou)
- Musée et maison historique Lin An Tai (Zhongshan)
- Musée du théâtre de marionnettes Lin Liu-hsin (Datong)
- Musée des miniatures de Taïwan (Zhongshan)
- Musée d'Art contemporain de Taipei (Datong)
- Musée de l'Institut d'Histoire et de Philosophie de l'Academia sinica (Nangang)
- Musée d'art de jade (Zhongshan)
- Musée national d'histoire, campus de Nanhai (Zhongzheng)
- Musée national du Palais (Shilin)
- Musée national de Taïwan (Zhongzheng)
- Centre national d'éducation scientifique de Taïwan (Shilin)
- Musée de la poste (Zhongzheng)
- Musée des forces armées de la République de Chine (Zhongzheng)
- Musée des robots (Beitou)
- Musée Shung Ye des aborigènes de Formose (Shilin)
- Musée commémoratif du papier Suho (Zhongshan)
- Musée du Parc du Mémorial de la Paix 228 (Zhongzheng)
- Village d'artistes de Taipei (Zhongzheng)
- Musée astronomique de Taipei (Shilin)
- Musée des Beaux-Arts de Taipei (Zhongshan)
- Taipei Story House (Zhongshan)
- Parc aquatique de Taipei (Zhongzheng)
- Musée des arts populaires de Taïwan (Beitou)
- Musée de la réforme agraire de Taïwan
- Taiwan Storyland (Zhongzheng)
- Exposition télévisuelle de Taïwan (Songshan)
- Musée des arts verriers Tittot (Beitou)
- Musée des arts Wan Fang (Wenshan)
- Musée des instruments de musique Wei Chin-Yuan (Songshan)
- Musée YuYuYang (Zhongzheng)

## Lieux publics
- Centre d'art numérique de Taipei (Shilin)
- Centre de découverte de Taipei (Xinyi)
- Hall de la culture hakka de Taipei (Daan)
- Centre d'éducation sur le patrimoine et la culture de Taipei (Wanhua)
- Place de la Liberté : Place et Parcs
- Novel Hall pour les arts scéniques (Xinyi)
- Centre d'art des marionnettes de Taipei (Songshan)
- Centre de loisirs pour enfants de Taipei (Zhongshan)
- Centre culturel du costume de Taipei (Wanhua)
- Centre culturel de Taipei (Songshan)
- Youth Party (Zhongzheng)

## Parcs urbains
- Parc du Mémorial de la Paix 228 (Zhongzheng)
- Parc forestier de Daan (Daan)
- Parc de Dahu (Neihu)
- Place de la Liberté : Parcs
- Parc et jardins de la résidence Shilin (Shilin)
- Jardin botanique de Taipei (Zhongzheng)
- Zoo de Taipei (Wenshan)

## Parc national et réserve naturelle
- Yangmingshan

## Marchés de nuit
- Rue Dihua (迪化街) (Datong)
- Marché nocturne de Gongguan (夜市)
- Marché nocturne et touristique de la rue Huaxi (Snake Alley) (西街) (Wanhua)
- Marché nocturne de Jingmei (景美夜市) (Wenshan)
- Marché nocturne de la rue Liaoning (遼寧街夜市) (Zhongshan)
- Marché nocturne de Ningxia (寧夏夜市) (Datong)
- Marché nocturne de la rue Raohe (饒河街觀光夜市) (Songshan)
- Marché nocturne de Shida (師大夜市) (Daan)
- Marché nocturne de Shilin (士林夜市) (Shilin)
- Marché nocturne de Tonghua (通化街夜市) (Daan)
- Ximending (西門町) (Wanhua)

## Autres

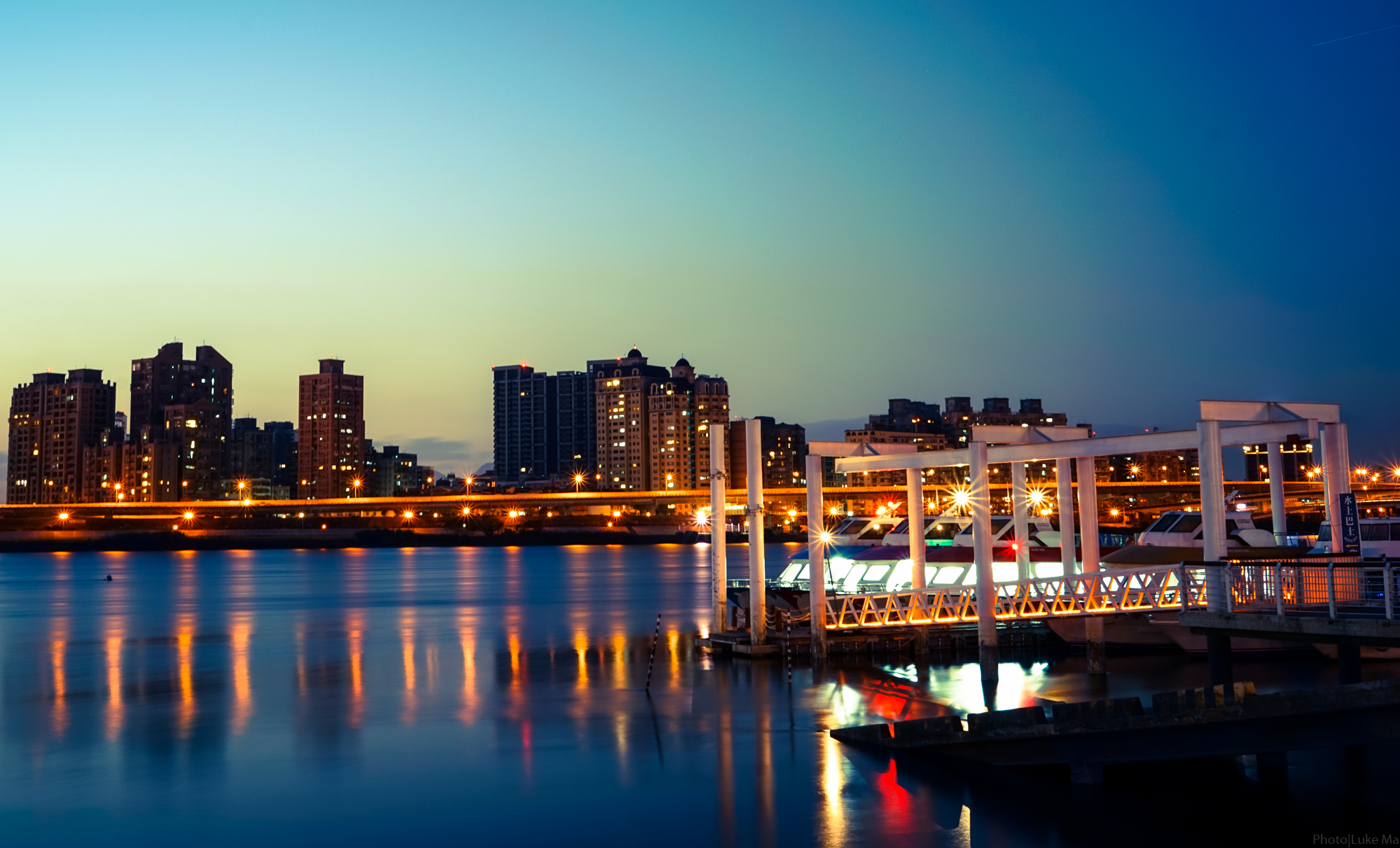
Quai de Dadaocheng, Taipei

- Sources chaudes de Beitou (Beitou)
- Rue Dihua (Datong)
- Quai de Dadaocheng (Datong)
- Maokong (Wenshan)
- Pont suspendu de Baishihu (Neihu)